# Elizabeth Finch, I contessa di Winchilsea
Elizabeth Finch, nata Elizabeth Heneage e creata, dopo la morte del marito, prima contessa di Winchilsea (9 luglio 1556 – 23 marzo 1634), è stata una nobildonna inglese.

## Biografia
Era l'unica figlia di sir Thomas Heneage, che fu cancelliere del Ducato di Lancaster e viceciambellano negli ultimi anni del regno di Elisabetta I, e di sua moglie, Anne Poyntz.

## Matrimonio
Sposò, il 14 novembre 1572, Moyle Finch, I baronetto Finch.
Ebbero sei figli:
- Teophilius (secondo baronetto Finch, 1573-1619)
- lady Anne (1574-4 novembre 1638), sposò William Twysden, I baronetto Twysden, ebbero sette figli;
- Thomas (secondo conte di Winchilsea, 1578-1639);
- Heneage (sir, 1580-1631), sposò Francesca Campana, ebbero un figlio;
- Francis
- Catherine

Dopo il matrimonio, suo marito venne nominato cavaliere (1584) e baronetto (1611). Suo marito morì nel 1614.
Nel 1621 il re Giacomo I la creò viscontessa Maidstone e nel 1628 il re Carlo I contessa di Winchilsea.

## Morte
Morì il 23 marzo 1634.